# Qasigeerneq

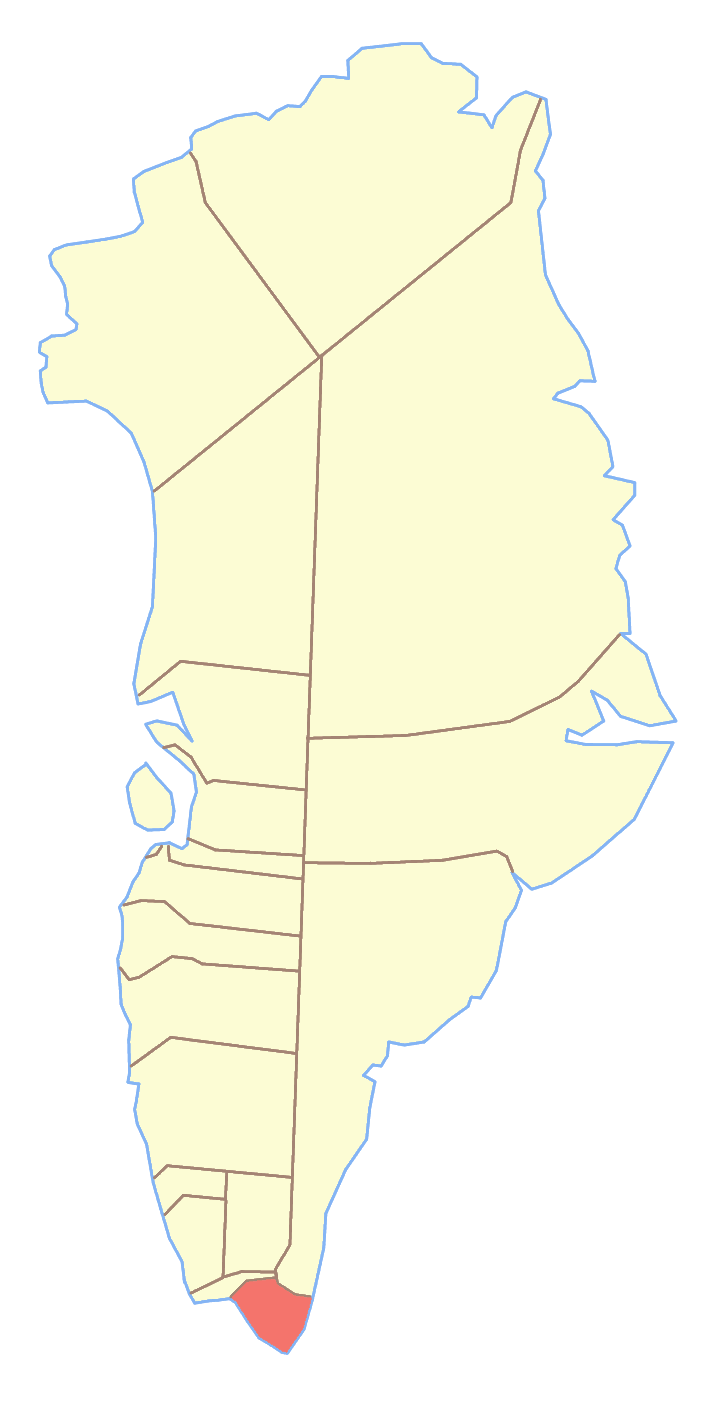
Ex comune di Nanortalik, dove si trovava il Qasigeerneq

Il Qasigeerneq è una montagna della Groenlandia di 1.450 m. Si trova a 60°17'N 44°41'O; appartiene al comune di Kujalleq.